# MJ WAVE
『MJ WAVE』（エムジェーウエーブ）は、1999年4月から2002年9月までエフエム岩手で放送されていたラジオ番組。

## 概要
- 北上市のアメリカンワールド内のMJスタジオから公開放送されていた。
- 初代パーソナリティは佐藤健一。音楽番組としてゲストを迎えての公開生放送が行われていた。
- 2002年1月、パーソナリティがワッキー貝山と大関寿美子に変更され、リスナー参加型のバラエティ番組にリニューアル

放送が公開録音に変更された。（公開録音は毎週土曜日に実施）
- 2002年7月、放送時間が土曜18:00へ変更、再び公開生放送になる。

この期間は『BEAT PANIC』は放送時間が19時台のみに縮小された。
- 2002年9月に放送終了。同時にMJスタジオからの定期的な放送も終了となった。以降は特別番組で使用される程度。

BEAT PANICの放送時間が再び2時間へ拡大。

## 放送時間の変遷
- 1999年4月 - 2001年12月 毎週金曜日 19:00 - 19:55
- 2002年1月 - 2002年6月 毎週火曜日 21:00 - 21:55
- 2002年7月 - 2002年9月 毎週土曜日 18:00 - 18:55

## パーソナリティ
- 佐藤健一（1999年4月 - 2001年12月）
- ワッキー貝山（2002年1月 - 2002年9月）
- 大関寿美子（2002年1月 - 2002年9月）